# What Was I Made For?
What Was I Made For? ist ein Lied der US-amerikanischen Singer-Songwriterin Billie Eilish für die Fantasy-Komödie Barbie von Greta Gerwig. Der Song wurde am 13. Juli 2023 veröffentlicht. Bei der Verleihung der Grammy Awards 2024 wurde What Was I Made For? als Song des Jahres ausgezeichnet. Außerdem gewann er bei der Oscarverleihung 2024 einen Oscar in der Kategorie Bester Song.

## Entstehung und Filmhandlung

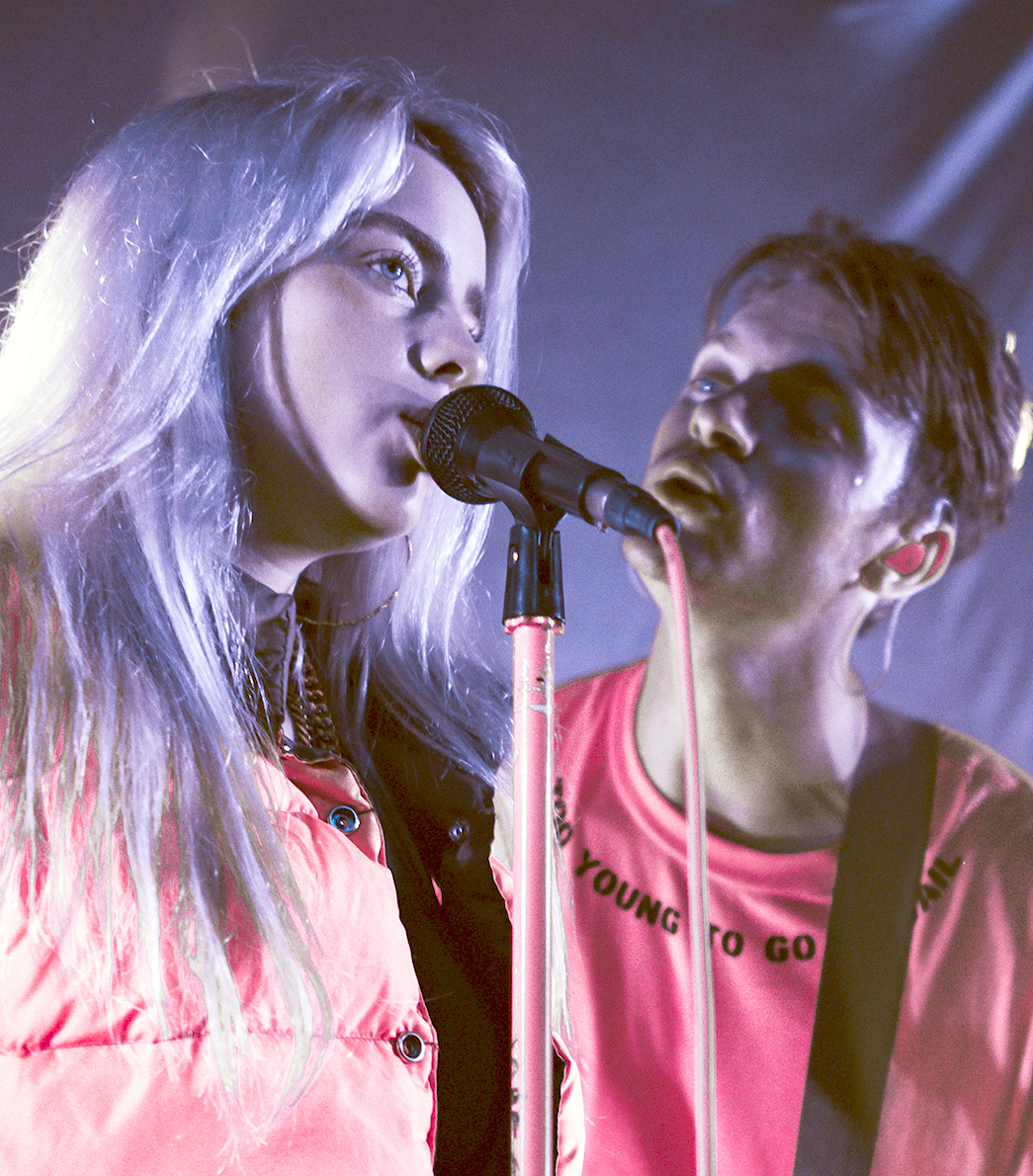
Billie Eilish und ihr Bruder Finneas schrieben bereits gemeinsam Songs wie Come Out and Play, Bad Guy oder No Time to Die

Der Song What Was I Made For? entstand als Beitrag für den Soundtrack zur Fantasy-Komödie Barbie von Greta Gerwig. Die US-amerikanische Singer-Songwriterin Billie Eilish schrieb diesen gemeinsam mit ihrem Bruder Finneas O’Connell. Die Aufnahme entstand in dessen Homestudio in Los Angeles. Gemeinsam schrieben die Geschwister bereits einige sehr erfolgreiche Songs wie den für die Teen-Dramaserie Tote Mädchen lügen nicht geschriebenen Lovely, das für eine Apple-Weihnachtsanimationswerbung geschriebene Lied Come Out and Play, Bad Guy oder den 2022 mit einem Oscar ausgezeichneten James-Bond-Titelsong No Time to Die.
Der Film Barbie erzählt, wie die gleichnamige Puppe wie jeden Tag im Barbie-Land den besten Tag ihres Lebens feiert und bei Tanzpartys an perfekten Massenchoreografien teilnimmt. Eines Tages wacht die von Margot Robbie gespielte Barbie jedoch auf und stürzt in eine Sinnkrise.

## Veröffentlichung und Musikvideo
Der Song wurde am 13. Juli 2023 von Darkroom/Interscope Records veröffentlicht. Zuvor, zwischen Ende Mai und Anfang Juli 2023, waren bereits sechs andere Songs des Soundtrack-Albums erschienen. Dieses Soundtrack-Album mit dem Titel Barbie: The Album, das neben Eilishs Song auch Beiträge von unter anderem Dua Lipa, Lizzo, Charli XCX, Ava Max, Dominic Fike, Khalid und Tame Impala enthält, wurde am 21. Juli 2023 von Atlantic Records veröffentlicht und damit dem Tag des Kinostarts des Films in den USA. Am Abend der Oscarverleihung 2024 performten Billie Eilish und Finneas O’Connell What Was I Made For? live.
Das Musikvideo zu What Was I Made For? wurde zusammen mit der Single am 13. Juli 2023 veröffentlicht. Eilish ist darin in einem von Barbie inspirierten Outfit zu sehen, wie sie alleine an einem Schreibtisch sitzt und die Sixties-Kleidchen ihrer Puppen sortiert, bis es zu regnen und zu stürmen und schließlich sogar die Erde zu beben beginnt, was die Ordnung und die unschuldige Romantik des Momentes zerstört.

## Lyrics

Das „Barbie“-Logo

Billie Eilish singt in What Was I Made For? davon, dass sie vergessen hat, wie man sich glücklich fühlt, und sie sich nicht sicher ist, wie das Fühlen überhaupt geht. Im Refrain heißt es: „’Cause I, ’cause I / I don’t know how to feel / But I wanna try / I don’t know how to feel / But someday, I might / Someday, I might.“ Eilish sagte über den Text der Ballade: „This is exactly how I feel“. Das Sinnieren über ihre Aufgabe in dieser Welt verleiht Barbies Gedanken im Film Ausdruck, die in eine Sinnkrise geraten ist und sich mit ebendieser Frage beschäftigt.

## Rezeption

### Kritiken
Walden Green von The Fader erkennt in dem Lied einen klugen Kommentar zu Popstars, die von den Plattenfirmen lediglich für den Profit erschaffen wurden.

### Preise
Golden Globe Awards 2024
- Auszeichnung als Bester Filmsong[9]

Hollywood Music in Media Awards 2023
- Auszeichnung als Bester Song – Spielfilm[10]

Oscars 2024
- Auszeichnung als Bester Song[11]

Grammy Awards 2024
- Nominierung als Single des Jahres
- Auszeichnung als Song des Jahres
- Auszeichnung als Best Song Written For Visual Media (Billie Eilish und Finneas O’Connell)
- Nominierung als Beste Pop-Solodarbietung (Billie Eilish)
- Nominierung für das Beste Musikvideo (Billie Eilish, Michelle An, Chelsea Dodson und David Moore)

Critics’ Choice Movie Awards 2024
- Nominierung als Bester Filmsong

MTV Video Music Awards 2024
- Auszeichnung als Best Video with a Social Message (Billie Eilish)

Online Film Critics Society Awards 2024
- Auszeichnung als Bester Original Song[12]

Satellite Awards 2023
- Nominierung als Bester Song (Billie Eilish und Finneas O’Connell)[13]

Society of Composers & Lyricists Awards 2024
- Nominierung als Bester Song – Comedy or Musical Visual Media Production (Billie Eilish und Finneas O’Connell)[14]

## Kommerzieller Erfolg

### Chartplatzierungen
Am 21. Juli 2023 stieg der Song auf Platz 10 in die britischen Singlecharts ein und erreichte vier Wochen später die Chartspitze. Auch in der Schweizer Hitparade belegte das Lied die Spitzenposition.
| ChartsChartplatzierungen       | Höchstplatzierung | Wochen |
| ------------------------------ | ----------------- | ------ |
| Deutschland (GfK)              | 9 (20 Wo.)        | 20     |
| Österreich (Ö3)                | 3 (24 Wo.)        | 24     |
| Schweiz (IFPI)                 | 1 (42 Wo.)        | 42     |
| Vereinigte Staaten (Billboard) | 14 (35 Wo.)       | 35     |
| Vereinigtes Königreich (OCC)   | 1 (38 Wo.)        | 38     |

| ChartsJahrescharts (2023)      | Platzierung |
| ------------------------------ | ----------- |
| Deutschland (GfK)              | 93          |
| Schweiz (IFPI)                 | 53          |
| Vereinigte Staaten (Billboard) | 81          |
| Vereinigtes Königreich (OCC)   | 45          |

| ChartsJahrescharts (2024)      | Platzierung |
| ------------------------------ | ----------- |
| Vereinigte Staaten (Billboard) | 46          |
| Vereinigtes Königreich (OCC)   | 63          |

### Auszeichnungen für Musikverkäufe
| Land/Region                  | Auszeichnungen für Musikverkäufe (Land/Region, Auszeichnung, Verkäufe) | Verkäufe  |
| ---------------------------- | ---------------------------------------------------------------------- | --------- |
| Australien (ARIA)            | 4× Platin                                                              | 280.000   |
| Belgien (BRMA)               | 2× Platin                                                              | 80.000    |
| Brasilien (PMB)              | 2× Diamant                                                             | 320.000   |
| Dänemark (IFPI)              | Platin                                                                 | 90.000    |
| Deutschland (BVMI)           | Gold                                                                   | 300.000   |
| Frankreich (SNEP)            | Diamant                                                                | 333.333   |
| Griechenland (IFPI)          | Gold                                                                   | 10.000    |
| Italien (FIMI)               | Platin                                                                 | 100.000   |
| Kanada (MC)                  | 4× Platin                                                              | 320.000   |
| Neuseeland (RMNZ)            | Platin                                                                 | 30.000    |
| Österreich (IFPI)            | Gold                                                                   | 15.000    |
| Polen (ZPAV)                 | 2× Platin                                                              | 100.000   |
| Portugal (AFP)               | 3× Platin                                                              | 30.000    |
| Schweden (IFPI)              | Platin                                                                 | 120.000   |
| Schweiz (IFPI)               | Gold                                                                   | 10.000    |
| Spanien (Promusicae)         | Platin                                                                 | 60.000    |
| Vereinigte Staaten (RIAA)    | Platin                                                                 | 1.000.000 |
| Vereinigtes Königreich (BPI) | 2× Platin                                                              | 1.200.000 |
| Insgesamt                    | 4× Gold · 23× Platin · 3× Diamant ·                                    | 4.398.333 |

Hauptartikel: Billie Eilish/Auszeichnungen für Musikverkäufe